# 일본돌거북
일본돌거북(日本石亀, Mauremys japonica)은 거북목 돌거북과 남생이속의 민물 거북으로, 현재, 일본에만 서식하는 일본 고유종이다. 서식지가 줄어들면서 일본돌거북의 개체수는 줄어들고 있지만, 아직 멸종위기 생물종은 아니다.

## 특징
등딱지의 길이는 최대 22cm이다. 암컷이 수컷보다 더 크고, 수컷의 등딱지 길이는 최대 14.5cm이다. 머리는 약간 작다. 뒷머리부분은 미세한 비늘로 덮여있다.